# Adiantum alarconianum
Adiantum alarconianum là một loài thực vật có mạch trong họ Adiantaceae. Loài này được Gaudich. miêu tả khoa học đầu tiên năm 1846.